# Long Môn, Huệ Châu
Long Môn (chữ Hán giản thể: 龙门县, âm Hán Việt: Long Môn huyện) là một huyện thuộc địa cấp thị Huệ Châu, tỉnh Quảng Đông, Cộng hòa Nhân dân Trung Hoa. Long Môn nằm ở trung bộ Quảng Đông, có diện tích 2058 km², dân số năm 2002 là 320.000 người. Chính quyền huyện Long Môn đóng ở nhai đạo Long Thành. Đến thời điểm 1/7/2005, huyện Long Môn được chia thành các đơn vị hành chính gồm 1 nhai đạo Long Môn; 10 trấn: Long Điền, Bình Lăng, Long Giang, Lộ Khê, Ma Trá, Sa Kính, Vĩnh Hán, Long Đàm, Địa Phái; 1 hương dân tộc dao Lam Điền.